# Дейвер Мачадо
Дейвер Мачадо (ісп. Deiver Machado, нар. 2 вересня 1993, Тадо) — колумбійський футболіст, півзахисник клубу «Ланс».
Виступав, зокрема, за клуби «Атлетіко Насьйональ» та «Альянса Петролера», а також олімпійську збірну Колумбії.

## Клубна кар'єра
У дорослому футболі дебютував 2013 року виступами за команду клубу «Атлетіко Насьйональ», в якій провів один сезон, взявши участь лише у 2 матчах чемпіонату.
Частину сезону 2014 року провів в оренді захищаючи кольори команди «Альянса Петролера». Більшість часу, проведеного у складі «Альянса Петролера», був основним гравцем команди.
До складу клубу «Мільйонаріос» приєднався 2015 року. Відіграв за команду з Боготи 67 матчів в національному чемпіонаті.
З 2017 по 2018 захищав кольори бельгійського клубу «Гент», після чого повернувся до команди «Атлетіко Насьйональ».
На правах вільного агента в 2020 році перейшов до французького клубу «Тулуза».
2 липня 2021 року, Дейвер уклав трирічну угоду з іншою французькою командою «Ланс». 31 січня 2023 року сторони продовжили контракт до 2026 року.

## Виступи за збірну
2016 року захищав кольори олімпійської збірної Колумбії. У складі цієї команди провів 3 матчі. У складі збірної — учасник футбольного турніру на Олімпійських іграх 2016 року у Ріо-де-Жанейро.
З 2016 року залучається до лав національної збірної Колумбії.